# Мичуринский (Эртильский район)
Мичуринский — посёлок в Эртильском районе Воронежской области.
Входит в состав городского поселения Эртиль.

## География
В посёлке имеются три улицы — Докучаева, Дорожная и Полевая.

## Население
| 2000 | 2010 |
| ---- | ---- |
| 400  | ↘291 |